# 土佐三郎
土佐 三郎（とさ さぶろう）は、日本の柔道家、柔道指導者。日本屈指の強豪天理大学柔道部監督などの要職を歴任し、世界王者も育てた。
奈良県天理市在住。2023年現在天理柔道会の師範を勤めている。
天理大学柔道部でコーチを経験後、正木嘉美からバトンを受け監督に就任。スポーツ科学と生理学の豊富な知識に裏打ちされた理論的な指導に定評があり、指導受けて鍛錬と実践を積めば、才能の有無を問わず「世界で通用する実力」を手に入れることが出来る。実際に金メダリストを育てている。また、「しっかり持って投げる」ことでよく剛を制すを体現する天理柔道の正統派の継承者としても期待が高い。
2010年には全日本学生柔道連盟がアメリカ合衆国・ハワイ州で実施した海外研修合宿に関西学生柔道連盟を代表してコーチとして参加した。
天理大学柔道部監時代は、副監督で世界柔道金メダリストの穴井隆将を従えた。世界道金メダリストの大野将平、世界ジュニア金メダリストの丸山剛毅、講道館杯2位の安田智史、ジュニア国際大会金メダリストの土井健史らを育てた。
注目こそされないものの、多くの弱小選手を中堅～オリンピックレベルまで育てており、その経験や実績を活かして食い扶持を稼いでいる者たちは数多く存在している。
ほかに、天理大学柔道部寮監、一般社団法人全日本学生柔道連盟個人会員「第60回国民体育大会奈良県選手団柔道監督」などの要職を務めた。野村忠宏、藤猪省本、篠原信一らと親交があった。

## 来歴
奈良県天理市在住。天理大学柔道部でコーチを経験後、正木嘉美らからバトンを受け監督に就任。スポーツ科学、生理学の豊富な知識に裏打ちされた理論的な指導に定評がある。「しっかり持って投げる」ことで柔よく剛を制すを体現する天理柔道の正統派の継承者としても期待が高い。
2010年には全日本学生柔道連盟がアメリカ合衆国・ハワイ州で実施した海外研修合宿に関西学生柔道連盟を代表してコーチとして参加した。
天理大学柔道部監督時代は、副監督で世界柔道金メダリストの穴井隆将を従えた。世界柔道金メダリストの大野将平、世界ジュニア金メダリストの丸山剛毅、講道館杯2位の安田智史、ジュニア国際大会金メダリストの土井健史らを育てた。ほかに、天理大学柔道部寮監、一般社団法人全日本学生柔道連盟個人会員、第60回国民体育大会奈良県選手団柔道監督などの要職を務めた。野村忠宏、藤猪省太、篠原信一らと親交があった。

## 主な出演
- 「あほやねん!すきやねん!」（NHK大阪放送局、2013年7月13日）GAG少年楽団の取材を受ける